# Ignăței, Rezina
Ignăței este un sat din raionul Rezina, Republica Moldova.

Casă din Ignăței, anii 1930

La sud de sat, lângă punctul trigonometric 225,5 m, se află un amplasament de floră fosilă, arie protejată din categoria monumentelor naturii de tip geologic sau paleontologic.

## Istorie
Localitatea a fost atestată documentar în anul 1507, cu denumirea de Petroasa:
„Cu mila lui Dumnezeu, noi Bogdan voievod, domn al Țării Moldovei. Facem cunoscut cu această, carte a noastră celor ce o vor vedea sau citindu-se o vor auzi, că iată această adevărată a noastră slugă, Ivan și nepoții lui, Lupa și Latii ne-au slujit drept și cu credință, iar noi, văzând a lor dreaptă și credincioasă slujbă către noi, i-am miluit dela noi, în țara noastră a Moldovei, un loc pustiu, pre Săgala, jumătate de fântână, ce se cheamă Petroasa, partea de jos, jumătatea de sat și le dăm lor uric cu tot venitul, lor și copiilor lor, nepoților lor și răstrănepoților lor și la tot neamul lor, care lui se va alege mai de aproape, nestricat niciodată, în veci.

...

Scris-au Vasilco Sârbul în Iași, la anul 7015 (1507) Fevruarie 28.”

## Administrație și politică
Componența Consiliului local Ignăței (11 consilieri), ales la 5 noiembrie 2023, este următoarea:
|  | Partid                                        | Consilieri | Componență | Componență | Componență | Componență |
|  | --------------------------------------------- | ---------- | ---------- | ---------- | ---------- | ---------- |
|  | Partidul Acțiune și Solidaritate              | 4          |            |            |            |            |
|  | Partidul Socialiștilor din Republica Moldova  | 3          |            |            |            |            |
|  | Platforma Demnitate și Adevăr                 | 2          |            |            |            |            |
|  | Partidul Dezvoltării și Consolidării Moldovei | 2          |            |            |            |            |

## Personalități

### Născuți în Ignăței
- Ioan Sârbu (1830–1868), fabulist basarabean.